# Лео (футбольний клуб)
Футбольний клуб «Лео» (англ. Leo Football Club) — колишній футбольний клуб з Гібралтару. Клуб грав у другому дивізіоні Гібралтару та в Кубку Гібралтару.

## Історія

### Роки формування та виступи в третьому дивізіоні (2004—2008 роки)
Клуб «Лео» був створений у 2004 році під назвою «Лео Сантос енд сонз». Клуб розпочав виступи в третьому дивізіоні Гібралтару в сезоні 2004—2005 років, та провів важкий сезон, закінчивши виступи на передостанньому місці в лізі серед 11 команд, випередивши лише «Рек Дуо Атлетик». Наступного сезону "команда знову посіла 10-те місце в лізі, але досягла відносно кращих результатів завдяки новій команді «Бей Сайд», яка зайняла останнє місце в турнірній таблиці з 12 команд. Від сезону 2006—2007 років у виступах клубу відчувався помітний прогрес, коли клуб несподівано посів 6-те місце, а в наступному сезоні повторив це досягнення. Однак обидва рази команда фінішувала на значній відстані від групи підвищення, відстаючи майже на 30 очок від чемпіонів «Шемрок 101» і «Спортінг Клуб Гібралтар» у 2007 і 2008 роках відповідно.

### Підвищення до другого дивізіону (2008—2011 роки)
Влітку 2008 року Футбольна асоціація Гібралтару провела значну реструктуризацію футболу Гібралтару. Резервні команди було виведено з футбольної системи, та натомість виділено в окрему Лігу резервів, тому третій дивізіон було скасовано, а всі основні команди переведено до другого дивізіону Гібралтару серед яких і «Лео Сантос енд сонз». Підбадьорений несподіваним підвищенням і підписанням ряду гравців зі складених резервних сторін, клуб несподівано посів 5-те місце у своєму першому сезоні на другому рівні. Повернення колишніх гібралтарських футбольних метрів «Британнія XI» у 2009 році призвело до менш вражаючого 7-го місця в 2009—2010 роках, а поява фарм-клубів клубів команд Прем'єр-дивізіону (зокрема «Гібралтар Пайлотс», «Пегасус» і «Ред Імпс») погіршила можливість іншим командам другого дивізіону підписувати гравців.

### Зміна назви та вступ ліги до УЄФА (2011—2017 роки)
Щоб конкурувати з новими фарм-клубами, у 2011 році клуб підписав спонсорську угоду, згідно з якою змінив назву на «Лео Парілья». Однак гра команди не покращилася, і клуб опустився в нижню половину таблиці. У 2013 році Футбольна асоціація Гібралтару була прийнята в УЄФА як повноправний член, що призвело до великого припливу коштів, інтересу та іноземних гравців до гібралтарського футболу. Оскільки в результаті цього інші команди отримали більшу конкурентоспроможність, результати клубу «Лео Парілья» продовжували погіршуватися, і клуб фінішував 13-им із 14 команд у сезоні 2014—2015 років. Наприкінці цього сезону клуб змінив назву на просто «Лео». У наступних сезонах клуб повернулися до статусу середняка ліги.

### Поглинання та ліквідація (2017—2019)
Серйозні зміни в клубі відбулися 15 червня 2017 року, коли Дані Еррера був призначений директором з футболу, а колишній іспанський футболіст Катанья був призначений головним тренером на наступний сезон, вперше окресливши бажання забезпечити підйом до найвищого дивізіону. Однак Катанья пішов під час передсезонної підготовки, і 27 вересня на його місце був призначений Норберто Алонсо Сімон. Сімон покинув клуб 21 грудня 2017 року, після того, як до клубу прийшли інвестори, хоча він був повторно призначений пізніше, 12 січня 2018 року. З повністю перебудованим складом гра «Лео» різко покращилася, і клуб навіть здобув перемогу з рахунком 8–0 над лідером ліги під час зимової перерви «Кеннонз», і клуб піднявся в турнірній таблиці, фінішувавши на 5-му місці вище «Кеннонз».
Сімон залишив клуб після завершення сезону, і 26 червня 2018 року його замінив колишній тренер клубу Рохеліо Рамадже. Однак слабка гра призвела до того, що він був звільнений під час зимової перерви, а виконуючим обов'язки головного тренера став Пако Санчес. Після об'єднання двох рівнів гібралтарського футболу в червні 2019 року, 15 червня колишній тренер «Ґласіс Юнайтед» Дані Амая був призначений головним тренером «Лео», а Санчес став його помічником. Однак спроба об'єднання клубів у серпні 2019 року була заблокована Футбольною асоціацією Гібралтару. Без додаткових інвестицій клуб вийшов із ліги та припинив діяльність.